# Comuna Taxobeni, Fălești
Comuna Taxobeni este o comună din raionul Fălești, Republica Moldova. Este formată din satele Taxobeni (sat-reședință), Hrubna Nouă și Vrănești.

## Demografie
Conform datelor recensământului din 2014, comuna are o populație de 1.483 de locuitori. La recensământul din 2004 erau 1.687 de locuitori.
| Denumirea localității | Numărul de locuitori |
| --------------------- | -------------------- |
| s. Taxobeni           | 1349                 |
| s. Hrubna Nouă        | 302                  |
| s. Vrănești           | 36                   |

## Administrație și politică
Componența Consiliului local Taxobeni (9 consilieri), ales la 5 noiembrie 2023, este următoarea:
|  | Partid                                       | Consilieri | Componență | Componență | Componență |
|  | -------------------------------------------- | ---------- | ---------- | ---------- | ---------- |
|  | Partidul Acțiune și Solidaritate             | 3          |            |            |            |
|  | Platforma Demnitate și Adevăr                | 2          |            |            |            |
|  | Partidul Socialiștilor din Republica Moldova | 2          |            |            |            |
|  | Partidul Social Democrat European            | 1          |            |            |            |
|  | Candidat independent MARIN CIUVAGA           | 1          |            |            |            |